# Сакулино (Смоленская область)
Сакулино — деревня в Вяземском районе Смоленской области России. Входит в состав Новосельского сельского поселения. Население — 10 жителей (2007 год). 
Расположена в восточной части области в 1,5 км к северо-востоку от Вязьмы, в 1 км южнее автодороги М1 «Беларусь». В 0,5 км восточнее деревни расположена железнодорожная станция Зубаревка на линии Москва — Минск. 

## История
В годы Великой Отечественной войны деревня была оккупирована гитлеровскими войсками в октябре 1941 года, освобождена в марте 1943 года.